# Антигона (Епир)
Вижте пояснителната страница за други личности с името Антигона.
Антигона (на старогръцки: Ἀντιγόνη) e първата съпруга на цар Пир от Епир. Антигова е доведена дъщеря на египетския цар Птолемей I Сотер и Береника I и така член на династията на Птолемеите.

## Биография
Антигона е родена в Еодрея. Дъщеря е на Береника I и първия ѝ съпруг, македонския благородник Филип († ок. 318 г. пр. Хр.), който е офицер на Александър Велики. След смъртта на баща ѝ, майка ѝ става дворцова дама на първата си братовчедка Евридика I, съпругата на Птолемей I Сотер и взема Антигона в Египет. През 317 г. пр. Хр. майка ѝ става третата съпруга на Птолемей I.
Антигона е родна сестра на Магас, който става 301 г. пр. Хр. цар на Кирена и на Теоксена, която се омъжва ок. 295 г. пр. Хр. за Агатокъл, тиран на Сиракуза. Тя е полусестра на Арсиноя II (* 316), Птолемей II Филаделф (* 308), и Филотера. Тя е доведена сестра на Птолемей Керавън.
Около 300 или 298 г. пр. Хр. Антигона се омъжва за цар Пир, който е като „заложник“ при египетския цар Птолемей I Сотер. Така тя става царица на Епир. Антигона дава на Пир пари и му помага да събере войска, за да си завоюва обратно взетото му царство Епир, което баща му управлявал преди това.
Други сведения за Антигона няма.